# Gioacchino Ventura
Gioacchino Ventura di Raulica (født 7. december 1792 i Palermo, død 2. august 1861 i Versailles) var en italiensk romersk-katolsk gejstlig.
Ventura var medlem af Teatinerordenen og senere dens general, var en søgt fasteprædikant i Rom og senere i Paris, hvor han 1857 holdt 
fasteprædikener i Tuilerierne på opfordring af Napoleon III. Han var begejstret for Italiens enhed, men kom derved en stund i kollision med paven. 